# Hassall Green
Hassall Green – wieś w Anglii, w hrabstwie ceremonialnym Cheshire, w dystrykcie (unitary authority) Cheshire East. Leży 38 km na wschód od miasta Chester i 235 km na północny zachód od Londynu.